# سیارک ۹۱۱۶
سیارک ۹۱۱۶ (به انگلیسی: 9116 Billhamilton، نامگذاری:1997ES40) نه هزار و صد و شانزدهمین سیارک کشف شده‌است که در ۷ مارس ۱۹۹۷ کشف شد.
قدر مطلق سیارک برابر ۱۲.۳ است.